# Eupithecia prasinombra
Eupithecia prasinombra är en fjärilsart som beskrevs av Edward Meyrick 1899. Eupithecia prasinombra ingår i släktet Eupithecia och familjen mätare. Inga underarter finns listade i Catalogue of Life.